# Leptodactylus fuscus
A Leptodactylus fuscus (Schneider, 1799), também conhecida como rã-assobiadora ou rã-assovio, é um anfíbio anuro da família Leptodactylidae, pertencente ao gênero Leptodactylus, possui ampla distribuição na América do Sul, incluindo o Brasil. 

## Etimologia
A palavra Leptodactylus vem do grego e significa “dedos finos ou dedos soltos”, característica marcante entre as espécies pertencentes a esse gênero. Já a etimologia do epíteto específico, “fuscus”, vem do latim e significa “escuro ou sujo” referente a sua coloração. Seu nome popular, rã-assobiadora, está relacionado a seu canto que se assemelha ao assobio. 

## Taxonomia e sistemática
O gênero Leptodactylus é o maior entre a família Leptodactylidae, que possui atualmente 84 espécies descritas. A família Leptodactylidae é dividida em 3 subfamílias, o gênero Leptodactylus pertence a Leptodactylinae, junto aos gêneros Adenomera, Hydrolaetare e Lithodytes. O gênero Leptodactylus é dividido em cinco grupos de espécies: Leptodactylus melanonotus , Leptodactylus ocellatus, Leptodactylus fuscus, Leptodactylus pentadactylus e Leptodactylus marmoratus. 

## Distribuição geográfica e habitats
A rã-assobiadora tem ampla distribuição geográfica ocorrendo na Argentina, Bolívia, Brasil, Colômbia, Guiana Francesa, Guiana, Panamá, Peru, Suriname, Trinidad e Tobago e Venezuela. São típicas de florestas tropicais e secas, regiões abertas, como em lagoas, açudes, pântanos, brejos, campos de gramíneas, também são encontradas em áreas urbanas, antropizadas e degradadas, como em pastos, plantações e terras irrigadas. Em território brasileiro, podem ser encontradas em todos os biomas.

## Biologia e história natural

### Caracterização da espécie

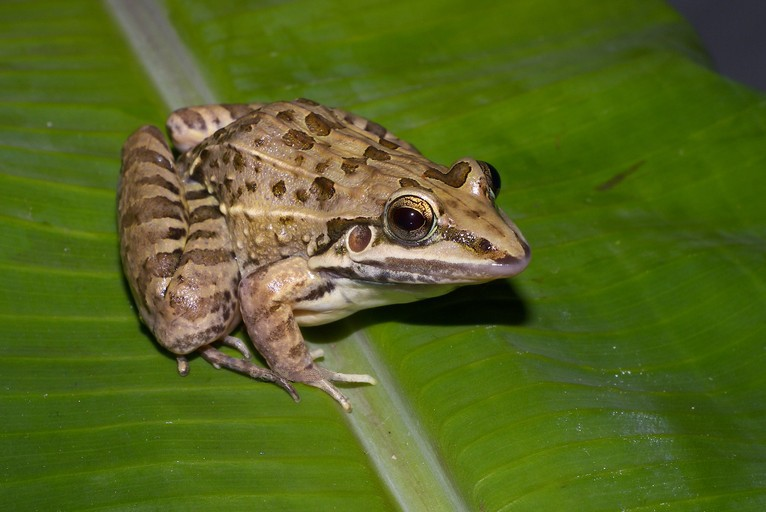
Indivíduo de Leptodactylus fuscus com coloração parda com manchas

A Leptodactylus fuscus tem porte médio, em que as fêmeas possuem em média 56,4 mm e os machos 47,2 mm. As espécies pertencentes ao grupo Leptodactylus fuscus não apresentam franjas ou membranas nos dedos, e os machos não possuem espinhos nupciais. A superfície posterior da coxa dos indivíduos dessa espécie tem faixas longitudinais distintas. Os membros posteriores são proporcionais ao restante do corpo.  Além disso, possuem porte robusto, membros posteriores e focinhos curtos. Os dedos não possuem discos adesivos desenvolvidos. O focinho da rã-assobiadora é triangular com uma ponta achatada. Apresentam coloração dos olhos dourados e o lábio superior branco.

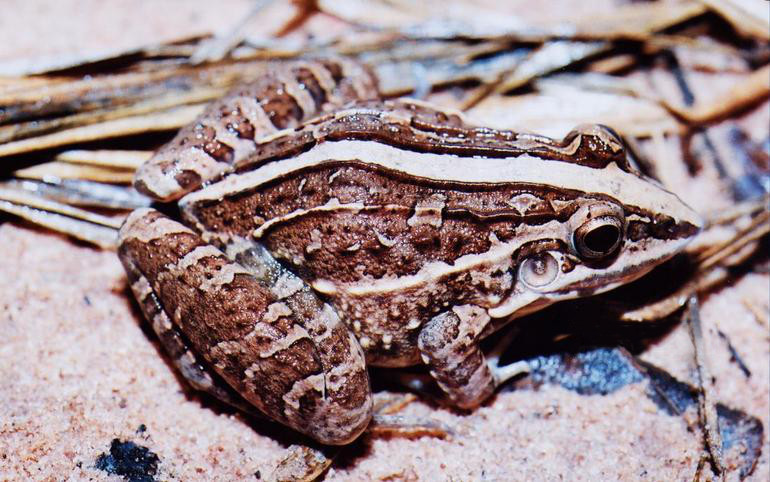
Indivíduo de Leptodactylus fuscus com a listra ventral clara

A sua coloração dorsal é parda ou acinzentada com manchas pequenas e escuras, no entanto, alguns indivíduos podem apresentar uma listra clara ventral. Ainda em sua parte dorsal, possuem seis estrias longitudinais. 
A espécie apresenta dimorfismo sexual, embora ainda discutida, em relação a coloração da região gular, em que nas fêmeas é branca e nos machos pigmentada devido ao saco vocal, e no tamanho da cabeça, na qual os machos apresentam cabeças mais largas, provavelmente, devido a construção das câmaras subterrâneas. 

### Fase larval
Os girinos da rã-assobiadora possuem corpo deprimido e oval em vista dorsal, já em vista lateral é globular/deprimido. As narinas e os olhos são pequenos, posicionados dorsalmente e direcionados para a lateral. O focinho desta espécie é oval e inclinado devido a sua dieta. Com relação ao disco oral, está posicionado ântero ventralmente e é não emarginado, as papilas são marginais e unisseriadas com fórmula dentária de 2(2)/3(1). A mandíbula da Leptodactylus fuscus apresenta bainhas superiores em formato de “arco” e a bainha inferior em “V”. A nadadeira de cima (dorsal) apresenta margem convexa, surgindo do terço posterior do corpo, região de junção do corpo e da cauda, já a nadadeira ventral possui margem paralela ao músculo da cauda. A coloração do corpo e músculo da cauda, desses indivíduos, é marrom escuro na parte dorsal e creme acastanhado na metade ventral.

### Reprodução e ciclo de vida

#### Vocalização
Os machos vocalizam no período noturno, durante as épocas chuvosas, nas margens de riachos e poças permanentes ou temporárias, podendo ser frequentemente encontrados apoiados na  vegetação na frente de suas tocas ou às vezes até dentro destes locais. O canto nupcial de Leptodactylus fuscus, dura 200 milissegundos na faixa de 700-3100 Hz. A atividade de canto dessa espécie começa às 18 horas até às 23 horas, dependendo do local pode coaxar até as 4 horas da manhã. 

#### Amplexo e desova
Uma das características marcantes nessa espécie é que os machos constroem tocas subterrâneas para o acasalamento e oviposição dos girinos, as tocas variam de tamanho conforme as condições do local. Os machos vocalizam próximo a entrada dessas tocas atraindo as fêmeas para dentro, para ocorrer o amplexo (abraço nupcial). Após a reprodução, os ovos são depositados, dentro da toca, em ninhos de espuma branca e frágil com tamanhos semelhantes ao da toca. Os ovos depositados são amarelados com diâmetro de aproximadamente 1,8-2,0 mm, em cada ninho existem aproximadamente 250 ovos. Depois da eclosão, os girinos se mantêm dentro da toca até que elas sejam inundadas, pela água da chuva ou da própria lagoa adjacente, assim são levados para poças onde se dispersam e se desenvolvem. Diferente da fase adulta, os girinos da rã-assobiadora apresentam comportamentos diurnos.
A reprodução dessa espécie, e de muitos outros anfíbios, ocorre em épocas chuvosas, principalmente nos meses de Outubro a Fevereiro. 

#### Alimentação
A rã-assobiadora é considerada uma espécie generalista, ou seja, possui hábitos alimentares diversificados conforme a disponibilidade do local em que vive. A sua dieta é baseada principalmente em insetos, como besouros (Coleoptera), borboletas e mariposas (Lepidoptera), formigas (Hymenoptera), gafanhotos e grilos (Orthoptera). Além de outros invertebrados, como aranhas e escorpiões.

#### Comportamento
A rã-assobiadora possui hábitos noturnos e terrestres. Assim como outros anfíbios, em épocas frias e secas do ano, a Leptodactylus fuscus se esconde em regiões úmidas, buracos ou até debaixo de troncos. Quando as épocas mais quentes e úmidas chegam, as atividades reprodutivas voltam. 

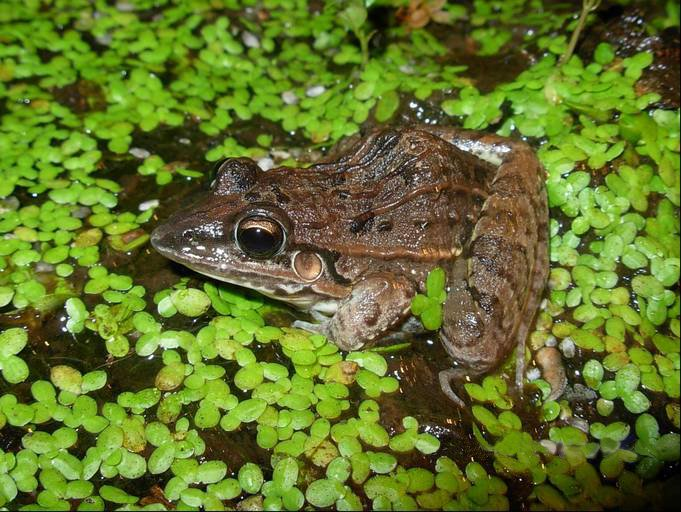
Indivíduo de Leptodactylus fuscus

Os machos são territorialistas e vocalizam na porta das tocas construídas por eles, atraindo a fêmea para dentro, onde são impedidas de sair até depositarem os ovos. A rã-assobiadora macho impede a passagem da fêmea colocando seu corpo na abertura da toca, ficando apenas com sua cabeça para fora. 
Os principais predadores dessa espécie são aves, serpentes, mamíferos pequenos e médios e grandes invertebrados. Como forma de evitar e de se proteger dessas predações a rã-assobiadora, assim como outros sapos, possuem comportamentos defensivos como canto de socorro ou agonístico e manter seu corpo inflado. 

## Status de conservação
A Leptodactylus fuscus é considerada pouco preocupante no estado de preocupação pela Lista Vermelha de Espécies Ameaçadas da IUCN (The International Union for Conservation of Nature) de 2023. Em nenhuma lista nacional essa espécie está presente, caracterizando seu nível de pouco preocupante. 
Os anfíbios, grupo taxonômico o qual rã-assobiadora pertence, é um dos mais ameaçados pelas mudanças climáticas, intenso uso de agrotóxicos, perda de habitats, doenças, como o fungo Bd (Batrachochytrium dendrobatidis), e por espécies invasoras. Embora a rã-assobiadora não esteja ameaçada de extinção são necessárias ações para minimizar essas ameaças. 

## Aspectos culturais
O gênero Leptodactylus apresenta grande potencial farmacológico. Existem vários estudos com espécies desse gênero em que foram detectadas substâncias em sua pele com ações antimicrobianas e até mesmo substâncias capazes de inibir o crescimento de células cancerígenas. As secreções cutâneas produzidas pela rã-pimenta (Leptodactylus labyrinthicus) possuem peptídeos antimicrobianos capazes de combater ações das bactérias patogênicas Escherichia coli e Staphylococcus aureus, responsáveis por causarem infecções urinárias, diarreias, doenças de pele e respiratórias. A Leptodactylus pentadactylus também apesenta em sua pele substâncias antimicrobianas contra a bactéria E. coli e para outras bactérias Gram-negativas. 